# شينجي هاشيموتو
شينجي هاشيموتو (باليابانية: 橋本 真司)، من مواليد 1956م، هو منتج ألعاب فيديو ياباني، وهو من المنتجين اليابانيين الذين ساهموا لإنتاج عدداً من سلاسل ألعاب فاينل فانتسي وكينغدوم هارتس.